# Laurence Maroney
Pour les articles homonymes, voir Maroney.
(en) Statistiques sur pro-football-reference
 Laurence Maroney est un joueur américain de football américain, né le 5 février 1985 à Saint-Louis (Missouri), qui évoluait au poste de running back.

## Biographie
Il est né le 5 février 1985 à Saint-Louis dans le Missouri, il évolue au poste de running back chez les Patriots de la Nouvelle-Angleterre de 2006 à 2010 puis est parti chez les Broncos de Denver 

### Carrière universitaire
Il effectua sa carrière universitaire avec les Minnesota Golden Gophers. Il a couru pour plus de 1 000 yards lors de ses trois premières saisons (3 933 yards au total).

### Carrière professionnelle
Il fut drafté au 1er tour (21e choix) par les  Patriots de la Nouvelle-Angleterre en 2006.
Malgré une saison 2006 en demi-teinte et marquée par les blessures, il marqua les esprits par sa vision et sa vitesse de jeu. Son touchdown marqué contre les Bengals illustre son exceptionnelle vitesse de course.
Ceci lui permit d'amasser 745 yards et 6 touchdowns à la course (4,3 yards par porté) et 22 réceptions pour 194 yards et un touchdown.
Il a été nommé « Rookie de la Semaine » lors de la quatrième semaine du championnat 2006.
Il signe aux Broncos de Denver en 2010.